# هلن بکسندیل
هلن بکسندیل (انگلیسی: Helen Baxendale) بازیگر تئاتر و تلویزیون اهل کشور بریتانیا است. از فیلم‌هایی که وی در آن‌ها بازی کرده‌است می‌توان به بی نام اشاره نمود.
او در سری چهارم سریال دوستان (Friends) نقش امیلی (دوست دختر راس) را بازی کرده‌است.